# ハグノー

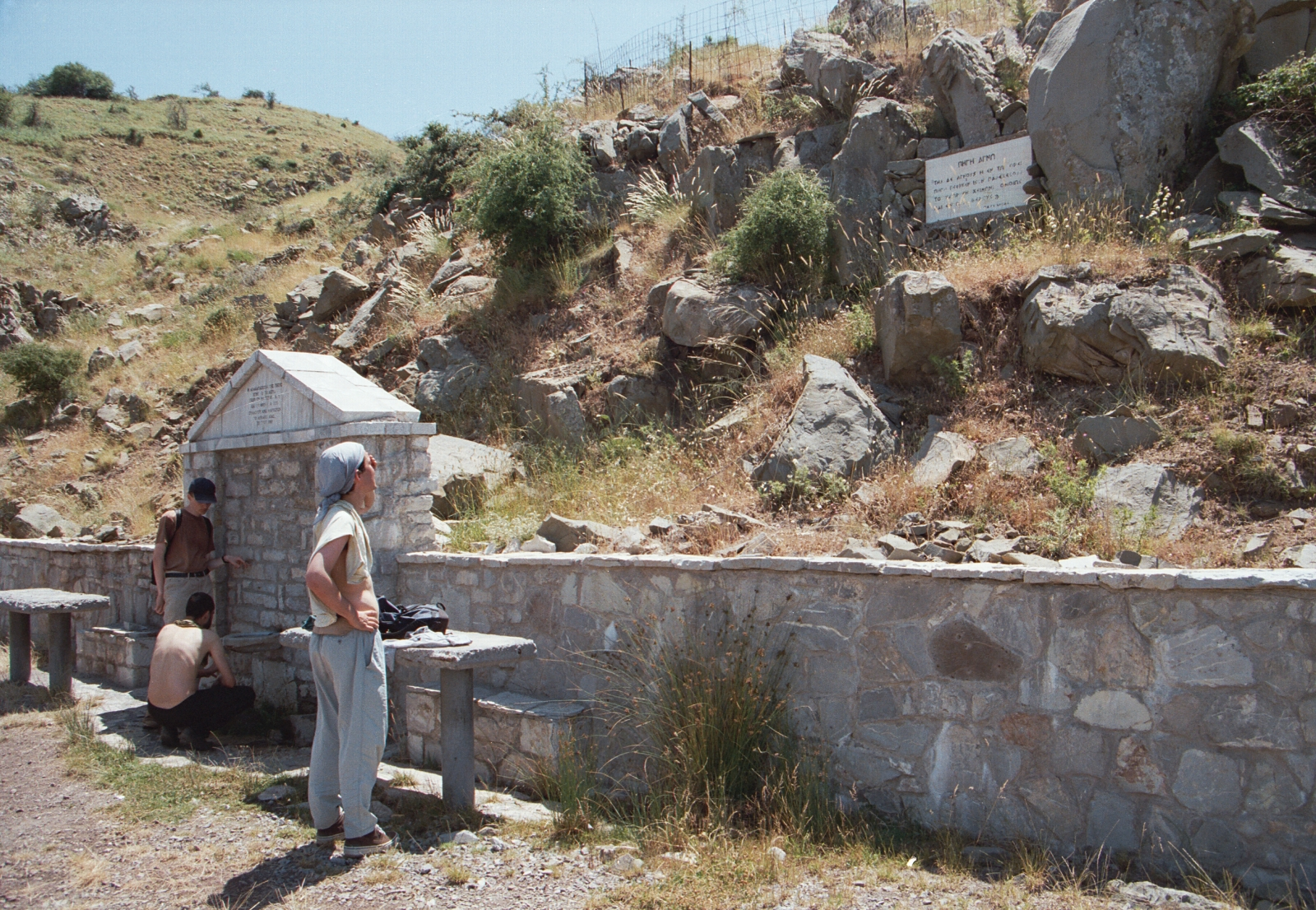
現在のハグノの泉。

ハグノー（古希: Αγνώ, Hagnō）は、ギリシア神話のニュムペーである。長音を省略してハグノとも表記される。アルカディアー地方のリュカイオン山の泉のニュムペー。

## 神話
アルカディアー地方のリュコスーラでは、ゼウスはリュカイオン山中のクレーテアの地で養育されたと伝えられていた。ゼウスを育てたのはハグノー、テイソアー、ネダーであり、ネダーがメッセニア地方とエーリス地方の境界を流れるネダー川の名前の由来となったのに対し、ハグノーはリュカイオン山中のハグノーの泉の名前の由来となった。この泉は水量が豊富で、冬であろうと夏であろうと水量が変わることはなかったと言われる。この地域では旱魃が続くとゼウス・リュカイオスの神官がハグノーの泉で雨乞いの儀式を執り行った。神官がゼウス・リュカイオスに犠牲を捧げ、泉に樫の若枝を入れて水面をかき回すと、白い霧が立ち昇って雲となり、この雲がさらにより多くの雲を集めてアルカディアー地方に雨を降らせたという。
メガロポリスのデーメーテール神殿の机には、水汲み壺と杯を持ったハグノーの姿が、幼いゼウスを抱いたネダーや、松明を持ったアントラキア、水汲み壺を持ったアンキロエーやミュルトーエッサとともに浮彫されていた。テゲアーのアテーナー・アレアー神殿の祭壇でも、ゼウスを抱くオイノエーや、グラウケー、ネダー、テイソアー、アントラキア、イーデー、アルキノエー、プリクサとともに、ハグノーの姿が浮彫されていた。